# Denis Granečný
Denis Granečný (Ostrava, 1998. szeptember 7. –) cseh utánpótlás-válogatott labdarúgó, a Zbrojovka Brno játékosa.

## Pályafutása

### Klubcsapatokban
Granečný szülővárosának csapata, a cseh Baník Ostrava akadémiáján nevelkedett. A cseh élvonalban 2016 februárjában mutatkozott be egy Mladá Boleslav elleni mérkőzésen. 2020 tavaszán kölcsönben a cseh élvonalbeli Dynamo České Budějoviceben futballozott. A 2020-2021-es szezonban a holland élvonalban az FC Emmen kölcsönjátékosaként két mérkőzésen lépett pályára. 2022 január óta kölcsönben a magyar élvonalbeli Gyirmót FC Győr játékosa.

### A válogatottban
Többszörös cseh utánpótlás-válogatott, tagja volt a 2015-ös U17-es, a 2017-es U19-es és 2021-es U21-es labdarúgó-Európa-bajnokságon szerepelt cseh kereteknek.